# Khổng Lệnh Huy
Khổng Lệnh Huy (tiếng Trung: 孔令輝; bính âm: Kǒng Lìnghuī) là một vận động viên bóng bàn Trung Quốc. Anh sinh ngày 18 tháng 10 năm 1975 tại Cáp Nhĩ Tân thủ phủ của tỉnh Hắc Long Giang, phía đông bắc Trung Quốc. Anh cao 1m74, nặng 59 kg. Anh học bóng bàn từ năm sáu tuổi và được chọn vào đội tuyển quốc gia sáu năm sau đó.
Khổng Lệnh Huy đã giành Huy chương vàng đơn nam tại Thế vận hội Sydney 2000, Huy chương vàng đôi nam tại Thế vận hội Atlanta 1996 và Sydney 2000.
Theo Bảng xếp hạng các tay vợt bóng bàn trên thế giới (World Ranking) của ITTF ngày 1 tháng 3 năm 2007 anh xếp hạng 10.